# La Vache (film)
La Vache is een Franse komediefilm uit 2016 van Mohamed Hamidi. Op het festival international du film de comédie de l'Alpe d'Huez won het in 2016 de Grand Prix, de voornaamste prijs op dit festival.

## Verhaal
De Algerijnse landbouwer Fatah is in de ban van zijn koe Jacqueline. Hij droomt ervan haar mee te nemen naar de landbouwbeurs te Parijs en weet heel zijn dorp te verrassen wanneer hij ook effectief een uitnodiging voor deze beurs krijgt. Fatah, die nooit eerder zijn boerderij heeft verlaten, neemt de boot naar Marseille om van daaruit samen met Jacqueline te voet naar Parijs te gaan.

## Rolverdeling
| Acteur           | Personage      |
| ---------------- | -------------- |
| Fatsah Bouyahmed | Fatah          |
| Lambert Wilson   | Philippe       |
| Jamel Debbouze   | Hassan         |
| Julia Piaton     | jonge reporter |
| Hajar Masdouki   | Naïma          |
| Abdellah Chakiri | Mokhtar        |
| Miloud Khetib    | Hamed          |